# Betalningspåminnelse
Betalningspåminnelse är ett dokument som en borgenär skickar till en gäldenär för att påminna om att en fordran är förfallen, det vill säga har passerat förfallodagen.

## Påminnelseavgift
Förseningsersättning (påminnelseavgift) enligt Räntelagen (1975:635) den 16 mars 2013
Lagändringen innebär att företag och myndigheter ska betala en fordran senast trettio dagar efter det att borgenären har lämnat krav på betalning. Myndigheter och offentliga organ får inte avtala om längre betalningstider men mellan företag är det tillåtet om borgenären uttryckligen har godkänt det. Vid en sen betalning har borgenären rätt till en förseningsersättning på 450 kronor. Denna rätt kan inte avtalas bort om det inte finns särskilda skäl för det. Det går inte att avtala bort borgenärens rätt till dröjsmålsränta. Myndigheter och andra offentliga organ som betalar för sent ska betala minst den lagstadgade dröjsmålsräntan. Lagändringarna innebär också att ersättningsbeloppen för inkassoåtgärder höjs.
En påminnelseavgift är inte momspliktig, därför ska inte moms läggas på avgiften.